# オスミウム
オスミウム（英: osmium 英語発音: [ˈɒzmiəm]）は原子番号76の元素。元素記号は Os。硬く、もろく、非常に希少な青白い白金族の遷移元素であり、合金、主に白金鉱石に微量な元素として見られる。最も密度の高い天然元素であり、実験的に測定された（X線結晶学を用いて）密度は22.587 g/cm3である。メーカーは白金、イリジウムおよびその他の白金族金属との合金を使用して万年筆のペン先の先端、電気接触、および極めて大きい耐久性と硬度を必要とする用途に使用されている。オスミウムは非常に希少な金属で、地球の地殻における元素の豊富さはレニウムと同様に最も少なく、50×10−12しか含まれていない。

## 名称
「臭い」を意味するギリシア語: οσμή (osmḗ) に由来する。これは四酸化オスミウム {\displaystyle {\ce {OsO4}}} が独特な匂いを発するため。

## 特徴

### 物理的特性

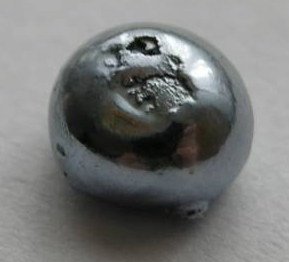
オスミウム（再溶解ペレット）

オスミウムは青灰色の色合いで最も密度の高い安定元素である。密度は鉛の約2倍で、イリジウムよりわずかに高い。X線回折データから密度を計算するとこれらの元素の最も信頼性の高いデータが得られ、オスミウムの値は22.587±0.009 g/cm3でありイリジウムの値である22.562±0.009 g/cm3よりわずかに高い。どちらの金属も水の23倍近い密度であり、金の1+1⁄6倍の密度である。 
とても硬いがもろい金属であり、高温でも光沢を保つ。圧縮率は非常に低く、同様に体積弾性率は非常に高く395と462 GPaの間で報告されており、ダイヤモンド(443 GPa)に匹敵する。硬度は適度に高く4 GPaである。その硬さ、もろさ、低い蒸気圧（白金族金属の中で最も低い）、非常に高い融点（すべての元素でタングステン、レニウムに次いで3番目に高い）により、固体オスミウムは機械加工、形成、研究が難しい。

### 化学的性質
| オスミウムの酸化状態 | オスミウムの酸化状態 |
| -------------------- | -------------------- |
| −2                   | Na2[Os(CO)4]         |
| −1                   | Na2[Os4(CO)13]       |
| 0                    | Os3(CO)12            |
| +1                   | OsI                  |
| +2                   | OsI2                 |
| +3                   | OsBr3                |
| +4                   | OsO2, OsCl4          |
| +5                   | OsF5                 |
| +6                   | OsF6                 |
| +7                   | OsOF5                |
| +8                   | OsO4, Os(NCH3)4      |

オスミウムは酸化状態が−2から+8の化合物を形成する。最も一般的な酸化状態は+2, +3, +4, +8である。酸化状態+8はイリジウムの+9を除き化学元素により達成される最大の酸化状態であり、他にはキセノン、ルテニウム、ハッシウム、イリジウムでのみ見られる。2つの反応性化合物Na2[Os4(CO)13]、Na2[Os(CO)4]で表される酸化状態−1, −2はオスミウムクラスター化合物の合成に使用される。
+8の酸化状態を示す最も一般的な化合物は四酸化オスミウムである。この有毒な化合物は粉末状のオスミウムが空気中にさらされると形成される。非常に揮発性が高く、水溶性で、淡黄色の結晶性固体で強いにおいがする。オスミウム粉末は四酸化オスミウムの特徴的なにおいを持つ。四酸化オスミウムは塩基との反応により赤いオスミウム酸塩OsO4(OH)2−
2を形成する。アンモニアと反応し、ニトリドオスミウム酸塩OsO3N−を形成する。四酸化オスミウムは130 °Cで沸騰し、強力な酸化剤であるが、これとは対照的に二酸化オスミウム(OsO2)は黒色で不揮発性で反応性と毒性ははるかに低い。
主要な用途があるオスミウム化合物は2つだけである。四酸化オスミウムは電子顕微鏡で組織を染色や、有機合成においてアルケンを酸化するために使われ、不揮発性のオスミウム酸塩は有機酸化反応に使われる。
五フッ化オスミウム(OsF5)は知られているが、三フッ化オスミウム(OsF3)は未だ合成されていない。低い酸化状態は大きいハロゲンにより安定化されるため、三塩化物、三臭化物、三ヨウ化物、さらには二ヨウ化物も知られている。酸化状態+1はヨウ化オスミウム(OsI)でのみ知られているが、一方でトリオスミウムドデカカルボニル(Os3(CO)12)などのオスミウムのいくつかのカルボニル錯体は酸化状態0を示す。
一般的に、オスミウムの低い酸化状態は良いσドナー（アミンなど）およびπアクセプタ(窒素を含む複素環）である配位子により安定化される。より高い酸化状態はO2−およびN3−のような強力なσドナーおよびπドナーにより安定化される。
オスミウムは多数の酸化状態にある幅広い化合物を形成するが、常温常圧でバルク状態では王水含むすべての酸による攻撃に抵抗する。しかし、溶融アルカリによって攻撃される。

### 同位体
オスミウムには7つの天然同位体があり、5つは安定している（187Os, 188Os, 189Os, 190Os, 192Os）（192Osが最も豊富）。186Osは長い半減期(2.0±1.1)×1015年（宇宙の年齢の約140000倍）を経てアルファ崩壊し、実用的な目的では安定しているとみなすことができる。また184Osは、隕石中におけるオスミウムとタングステンとの存在比の研究により、半減期1.12×1013 年でアルファ崩壊することが示唆されている。
アルファ崩壊は7つの天然同位体すべてで予測されているが、おそらく半減期が非常に長く186Osについてのみ観測されている。184Osと192Osは二重ベータ崩壊をすると予測されているが、この放射能はまだ観測されていない。
187Osは187Re（半減期4.56×1010 年）の子孫であり、地球および隕石の年代測定に広く使用されている（レニウム-オスミウム年代測定参照）。また、地質時代の大陸風化の強度を測定し、大陸のクラトンのマントルの根っこの安定化に対する最小年齢を修正するためにも使用されている。この崩壊がレニウムに富む鉱物が187Osを異常に多く含む理由である。しかし、地質学におけるオスミウム同位体の最も注目すべき用途は豊富なイリジウムとの関連であり、6500万年前の非鳥類恐竜の絶滅を示すK-Pg境界に沿った衝撃を受けた石英の層を特徴づけている。

## 歴史
オスミウムは、1803年にイングランド、ロンドンのスミソン・テナントとウイリアム・ウォラストンにより発見された。オスミウムの発見は白金および他の白金族元素の金属の発見と絡み合っている。白金は17世紀後半にコロンビアのチョコ県周辺の銀鉱山で最初に見つかり、「プラチナ」（小さい銀の意）としてヨーロッパに渡った。この金属が合金ではなく明らかに新しい元素であるという発見は1748年に発表された。白金を研究した化学者は白金を王水（塩酸と硝酸の混合物）に溶解して可溶性の塩を作った。彼らは常に少量で暗い色の不溶性の残留物を観察していた。ジョゼフ・プルーストはこの残留物はグラファイトであると考えた。Victor Collet-Descotils、Antoine François, comte de Fourcroy、ルイ＝ニコラ・ヴォークランは1803年に黒い白金の残留物にイリジウムを観察したが、その後の実験では十分な材料を得ることはできなかった。後に2人のフランス人化学Antoine-François Fourcroyとヴォークランは白金の残留物中の金属を特定し「プテン」(ptène)と呼んだ。
1803年、スミソン・テナントはこの不溶性の残留物を分析し、間違いなく新しい金属を含んでいると結論付けた。ヴォークランは粉末をアルカリと酸で交互に処理し、揮発性の新たな酸化物を得た。ヴォークランはこれを新しい金属と考え、ギリシア語で翼を意味するπτηνος(ptènos)から「プテン」(ptene)と名づけた。しかし、テナントは残留物をはるかに多く持ち優位に立っており、研究を続け黒色の残留物に含まれていたこれまで発見されていない2つの元素、イリジウムとオスミウムを特定した。彼は赤熱での水酸化ナトリウムとの反応により黄色の溶液（おそらくcis–[Os(OH)2O4]2−）を得た。酸性化ののち、形成されたOsO4を蒸留することに成功した。彼はこれをギリシア語のosme（臭いの意）からオスミウムと名付けた。これは揮発性の四酸化オスミウムからかすかに煙のようなにおいがしたためである。この新たな元素の発見は1804年6月21日の王立協会へのレターで文書化された。
ウランとオスミウムはハーバー法で早期に成功した触媒であった。つまり、窒素と水素の窒素固定反応によりアンモニアが生成され、ハーバー法が経済的に成功するのに十分な収率が得られた。当時、カール・ボッシュ率いるBASFのグループは触媒として使用するために世界のほとんどのオスミウムを購入していた。その後まもなく1908年に鉄と酸化鉄に基づく安価な触媒が同じグループにより最初のパイロットプラントに導入され、高価で希少なオスミウムの必要性はなくなった。
オスミウムは主に白金とニッケル鉱石を処理して得られる。

## 発生

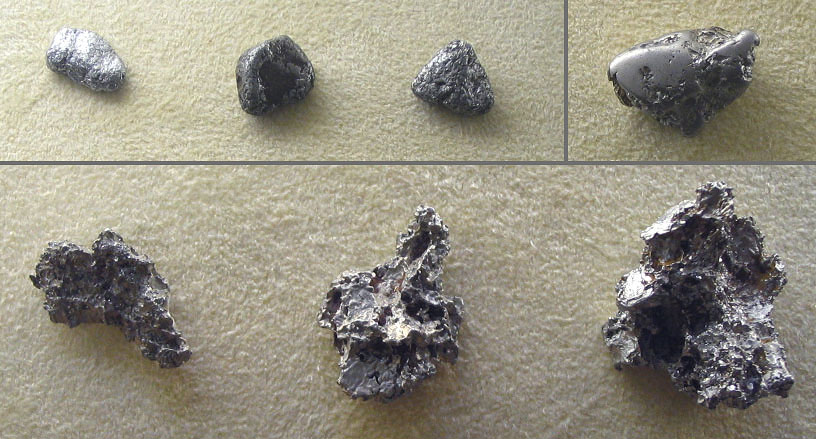
他の白金族金属の痕跡を含む天然の白金

オスミウムは偶数元素の1つであり、宇宙で一般的に見られる元素の上半分に位置する。しかし、地球の地殻の中で最も少ない安定元素であり、大陸地殻では50×10−12の平均質量分率である。
オスミウムは自然界では非結合の元素として、または自然界にある合金（特にイリジウム-オスミウム合金でオスミウムが多く含まれるオスミリジウムとイリジウムが多く含まれるイリドスミウム）の中で見つけられる。ニッケルや銅の堆積物では白金族金属は硫化物（つまり(Pt,Pd)S）、テルリド（例えばPtBiTe）、アンチモン化物（例えばPdSb)、ヒ化物（例えばPtAs2）として発生する。これら全ての化合物で白金は少量とイリジウムとオスミウムで交換される。白金族金属の全ての元素と同様にオスミウムは自然界でニッケルまたは銅との合金に含まれている。
地球の地殻内ではイリジウムと同様、3種の地質構造（火成鉱床（下からの地殻貫入）、衝突クレーター、および以前の構造の1つから作り直された鉱床）の最も高い部分に見られる。知られている中で最大の主要な埋蔵量は南アフリカのブッシュフェルト火成岩体にあるが、ロシアのノリリスク近くの大きな銅ニッケル鉱床とカナダのサドベリー隕石孔も重要な供給源である。アメリカでも少し埋蔵しているところはある。コロンビア、チョコ県の先コロンブスの人々が使用した沖積鉱床は現在でも白金族金属の供給源となっている。2番目に大きい沖積鉱床はロシアのウラル山脈で発見され、現在でも採掘されている。
日本では北海道に多く産する。

## 生産

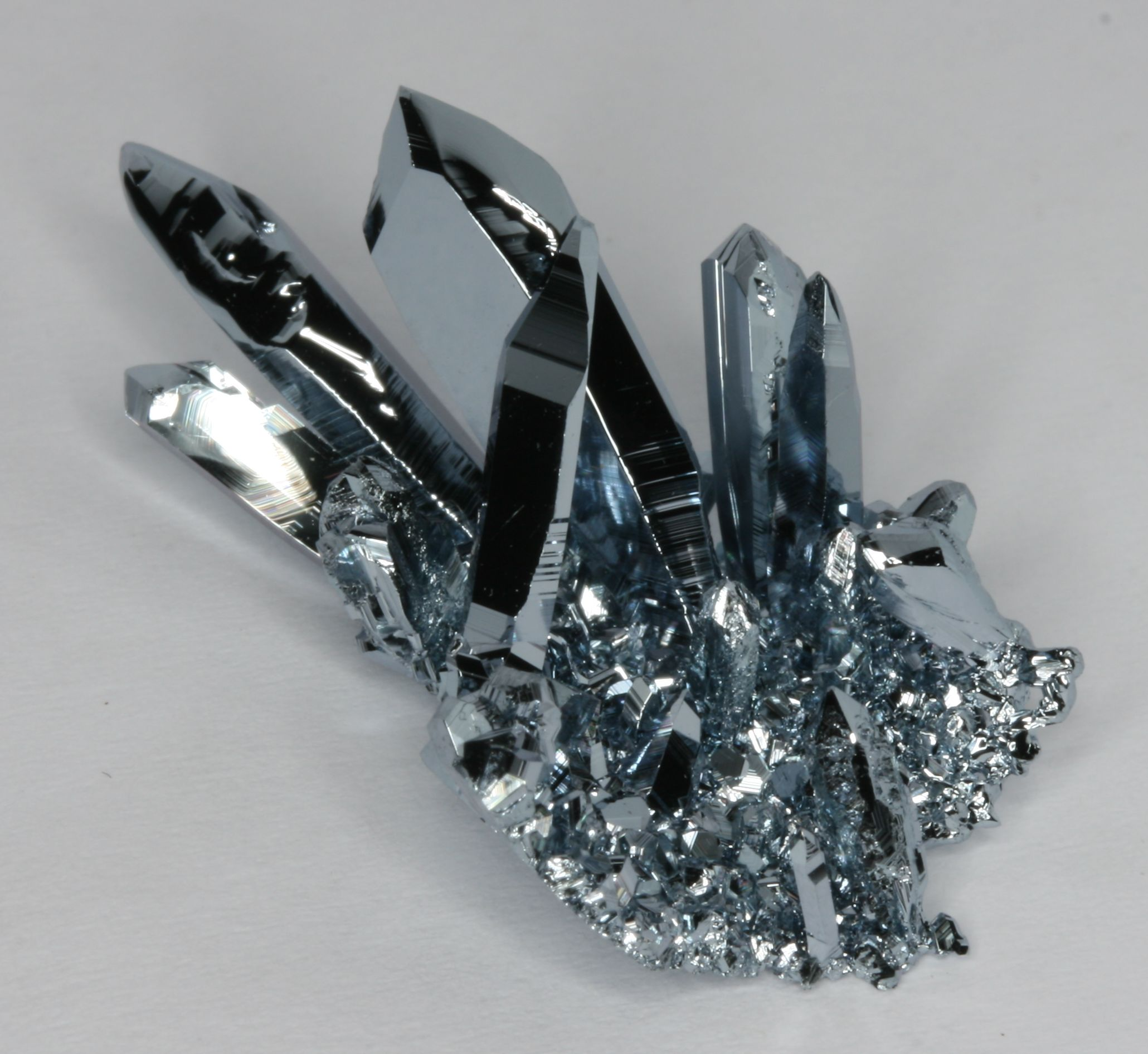
化学蒸気輸送法により成長させたオスミウム結晶

オスミウムはニッケルと銅の採掘と加工の副産物として商業的に入手される。銅とニッケルの電解精錬中にセレンやテルルなどの非金属元素とともに銀、金、白金族金属などの貴金属が陽極泥として電池の底に沈殿し、これから抽出する。金属を分離するには初めに金属を溶解させる必要がある。分離過程と混合物の組成によりいくつかの方法でこれを達成できる。2つの代表的な方法は過酸化ナトリウムへ溶解してから続いて王水へ溶解する方法と塩素との混合物に溶解し塩酸で処理する方法である。オスミウム、ルテニウム、ロジウム、イリジウムは王水に溶けないため、白金、金、非金属から分離でき固体の残留物が残る。ロジウムは溶融硫酸水素ナトリウムで処理することで残留物から分離することができる、Ru, Os, Irを含む不溶性の残留物は酸化ナトリウムで処理され、ここでIrは不溶であり、水溶性のRu塩およびOs塩を生成する。揮発性酸化物へ酸化した後RuO4は塩化アンモニウムにより(NH4)3RuCl6となり沈殿し、OsO4から分離される。
これを溶かしたのち、オスミウムは揮発性の四酸化オスミウムの有機溶媒による蒸留または抽出により他の白金族金属から分離される。1番目の方法はテナントとウォラストンが使用した手順に似ている。どちらの方法も工業規模の生産に適している。どちらの場合も生成物は水素により還元され、粉末冶金技術を使用して処理できる粉末またはスポンジとして金属が生産される。
生産者も米国地質調査所(United States Geological Survey)もオスミウムの生産量を発表していない。1971年における銅精錬の副産物としての米国でのオスミウムの生産量は2000 トロイオンス(62 kg)と推定された。2017年における消費用の推定オスミウム輸入量は90 kgであった。

## 用途
酸化物が揮発性であり極めて高い毒性があるために、オスミウムは純粋な状態で使用されることはめったになく代わりに摩耗の激しい用途に対して他の金属と合金化して使用される。オスミリジウムなどのオスミウム合金は非常に硬く、他の白金族金属とともに万年筆、楽器のピボット、電気接触などの先端に使用されている。また、1945年から1955年ごろの78rpmの後半および"LP"と"45"のレコード時代の初期において、蓄音機のスタイラスの先端にも使用された。オスミウム合金の先端は鋼やクロムの針先よりもはるかに耐久性があったが、競合相手であるサファイアやダイヤモンドの先端よりもはるかに速く摩耗し高価であったため、廃止された。
四酸化オスミウムは指紋の検出や光学顕微鏡や電子顕微鏡の脂肪組織の染色に使用されている。強力な酸化剤として主に不飽和の炭素-炭素結合と反応することで脂質を架橋し、それにより組織試料内の生体膜を固定し同時に染色する。オスミウム原子は非常に電子密度が高いため、オスミウム染色は生体物質の透過型電子顕微鏡(TEM)において画像コントラストを大幅に向上させる。これらの炭素材料はTEMのコントラストが非常に弱い（画像参照）。別のオスミウム化合物であるフェリシアン化オスミウム(OsFeCN)も同様の固定および染色作用を示す。
四酸化オスミウムとその誘導体であるオスミウム酸カリウムは有機合成における重要な酸化剤である。二重結合のビシナルジオールへの変換にオスミウム酸塩を用いるシャープレス不斉ジヒドロキシ化により、バリー・シャープレスは2001年にノーベル化学賞を受賞している。OsO4はこの用途では非常に高価であるため代わりにKMnO4がよく使われる。ただこの安価な化学試薬では収率が低くなる。
1898年、オーストリアの化学者カール・ヴェルスバッハはオスミウム製のフィラメントを備えたオスランプを開発し、1902年に商業的に導入した。そのわずか数年後にオスミウムはより安定した金属であるタングステンに置き換えられた。タングステンはすべての金属の中で最も融点が高く、電球で使用することで白熱灯の発光効率と寿命が向上する。
電球メーカーのオスラム（3つのドイツの会社Auer-Gesellschaft、AEG、Siemens & Halskeのランプ製造施設を統合し1906年に設立された）は、その名をオスミウムとウォルフラム（ドイツ語でタングステンを意味する）に由来する。
パラジウムと同様に粉末状のオスミウムは水素原子を効率的に吸収する。これによりオスミウムは金属水素化物バッテリーの電極の潜在的な候補となっている。しかし、オスミウムは高価であり最も一般的なバッテリーの電解質である水酸化カリウムと反応してしまう。
オスミウムは電磁スペクトルの紫外領域で高い反射率を持つ。例えば600Åではオスミウムは金の2倍の反射率を持つ。この高い反射率は空間的な制限によりミラーのサイズが縮小された宇宙ベースのUV分光計にとって望ましいことである。オスミウムでコーティングされたミラーはスペースシャトルに搭載されいくつかのミッションで宇宙へ行ったが、低軌道の酸素ラジカルがオスミウム層を著しく劣化させるほど豊富にあることがすぐに明らかとなった。
オスミウムの唯一知られた臨床的使用はスカンジナビアの関節炎患者の滑膜切除である。これには毒性の高い化合物である四酸化オスミウム(OsO4)の局所投与を伴う。長期的な副作用の報告がないことはオスミウム自体に生体適合性がある可能性を示唆するが、これは投与されるオスミウム化合物に依存する。2011年、オスミウム(VI)とオスミウム(II)の化合物はin vivoで抗がん活性を示すことが報告されており、オスミウム化合物を抗がん剤として使用するための有望な将来性を示している。

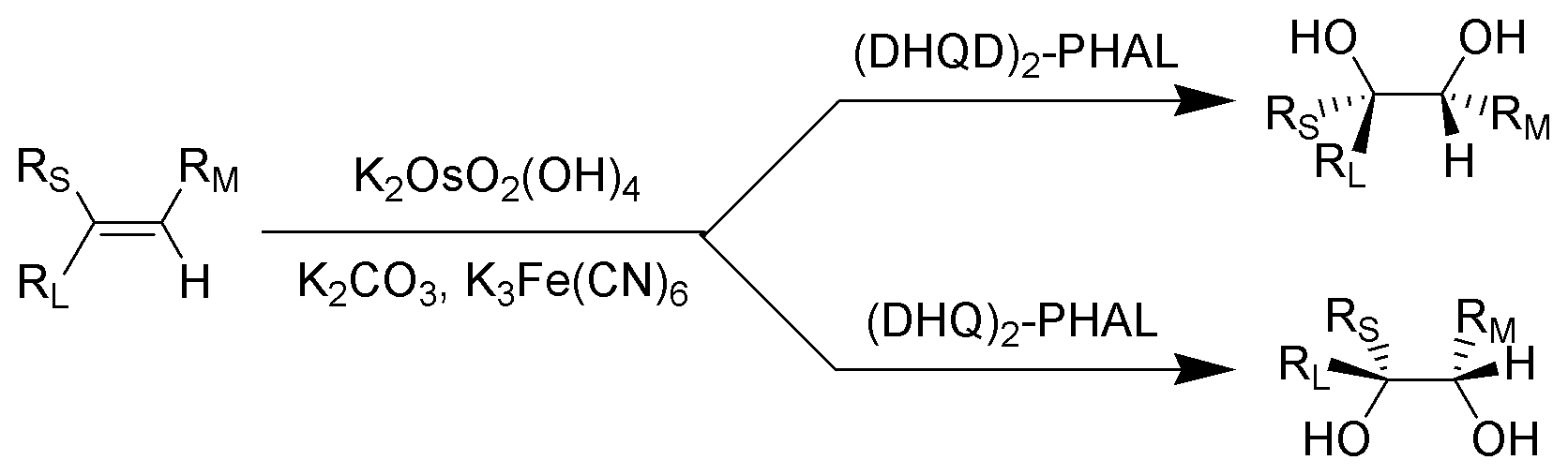
シャープレスジヒドロキシ化 RL = 大きい方の置換基; RM = 中くらいの大きさの置換基; RS = 最小の置換基
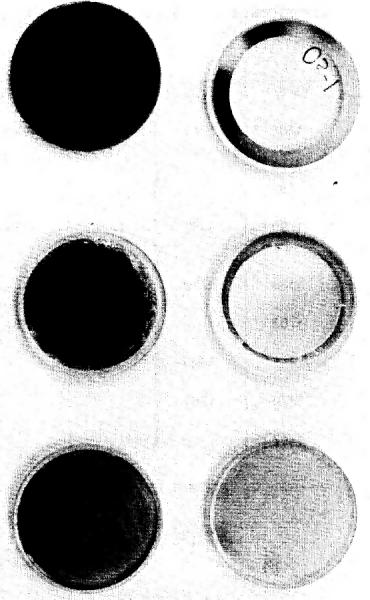
スペースシャトルの前面（左画像）と背面パネルのフライト後のOs, Ag, Auミラーの外観。黒化は酸素原子の照射による酸化を明らかにする[67][68]。

## 注意点
金属オスミウムは無害であるが、細かく分割された金属オスミウムは自然発火し、室温で酸素と反応して揮発性の四酸化オスミウムを形成する。一部のオスミウム化合物は酸素が存在すると四酸化物に変換される。これにより四酸化オスミウムが環境との主要な接触源になる。
四酸化オスミウムは揮発性が高く、皮膚に浸透しやすく、吸入、摂取、皮膚接触すると非常に毒性が高い。空気中の低濃度の四酸化オスミウム蒸気は肺の鬱血と皮膚または目の損傷を引き起こす可能性があるため、ドラフトチャンバー内で使用する必要がある。四酸化オスミウムは例えばアスコルビン酸または多価不飽和植物油（コーン油など）により比較的不活性な化合物に急速に還元される。

## 価格
オスミウムは通常、最低99.9%の純粋な粉末として販売される。他の貴金属と同様にトロイ衡とグラムで測定される。市場価格は主に需要と供給がほとんど変化しなかったため数十年の間変化していない。利用できる量が少ないことに加え、取り扱いが難しく用途が少なく酸化すると毒性の化合物を生成するため、安全に保管することが難しい。
1トロイオンスあたり400ドルという価格は1990年代以来安定しているが、それ以降のインフレにより2019年までの20年間で実質価値は約3分の2になった。

## ギャラリー

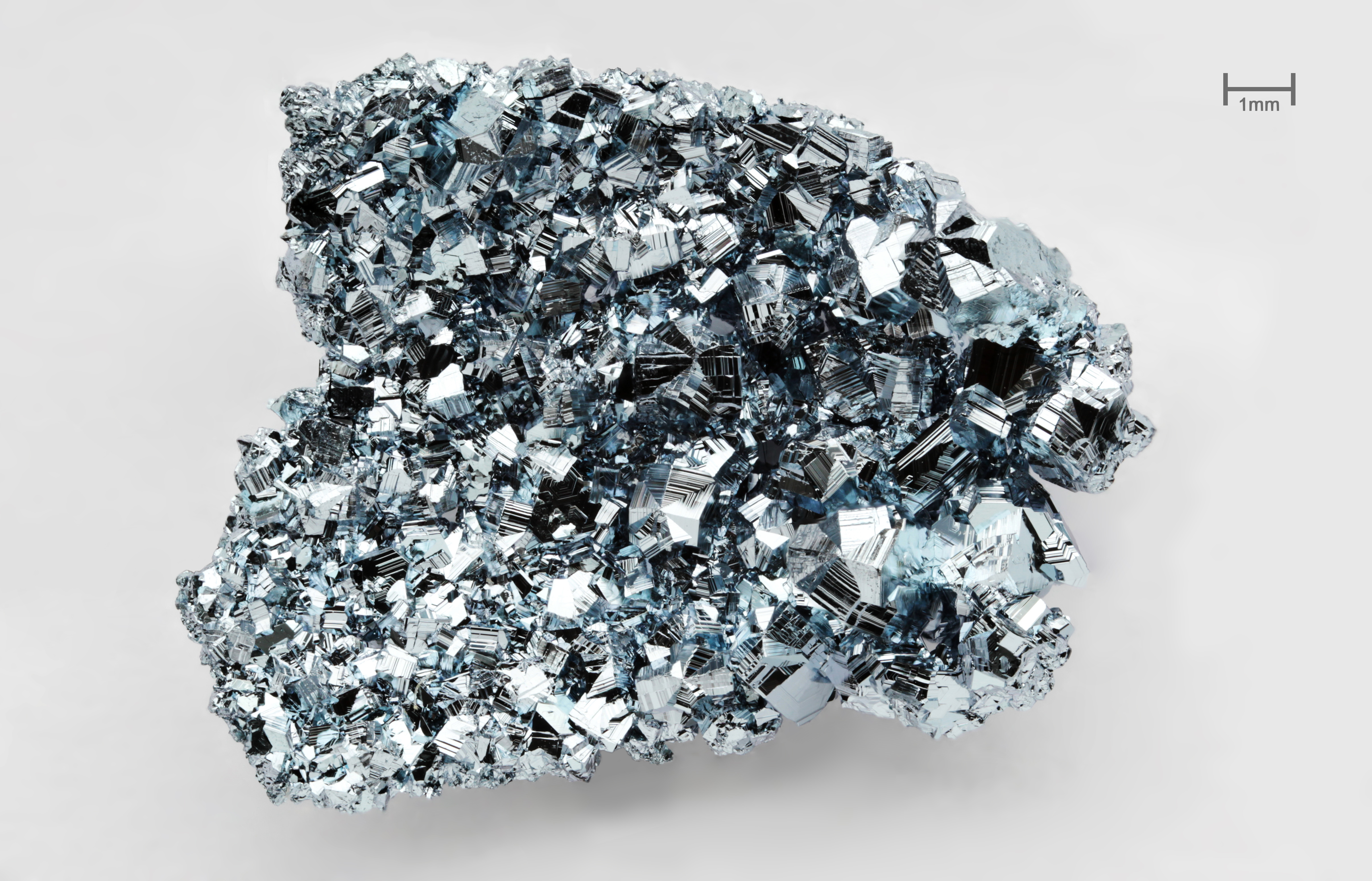
特徴的な貫入三連双晶が観察できる人工結晶
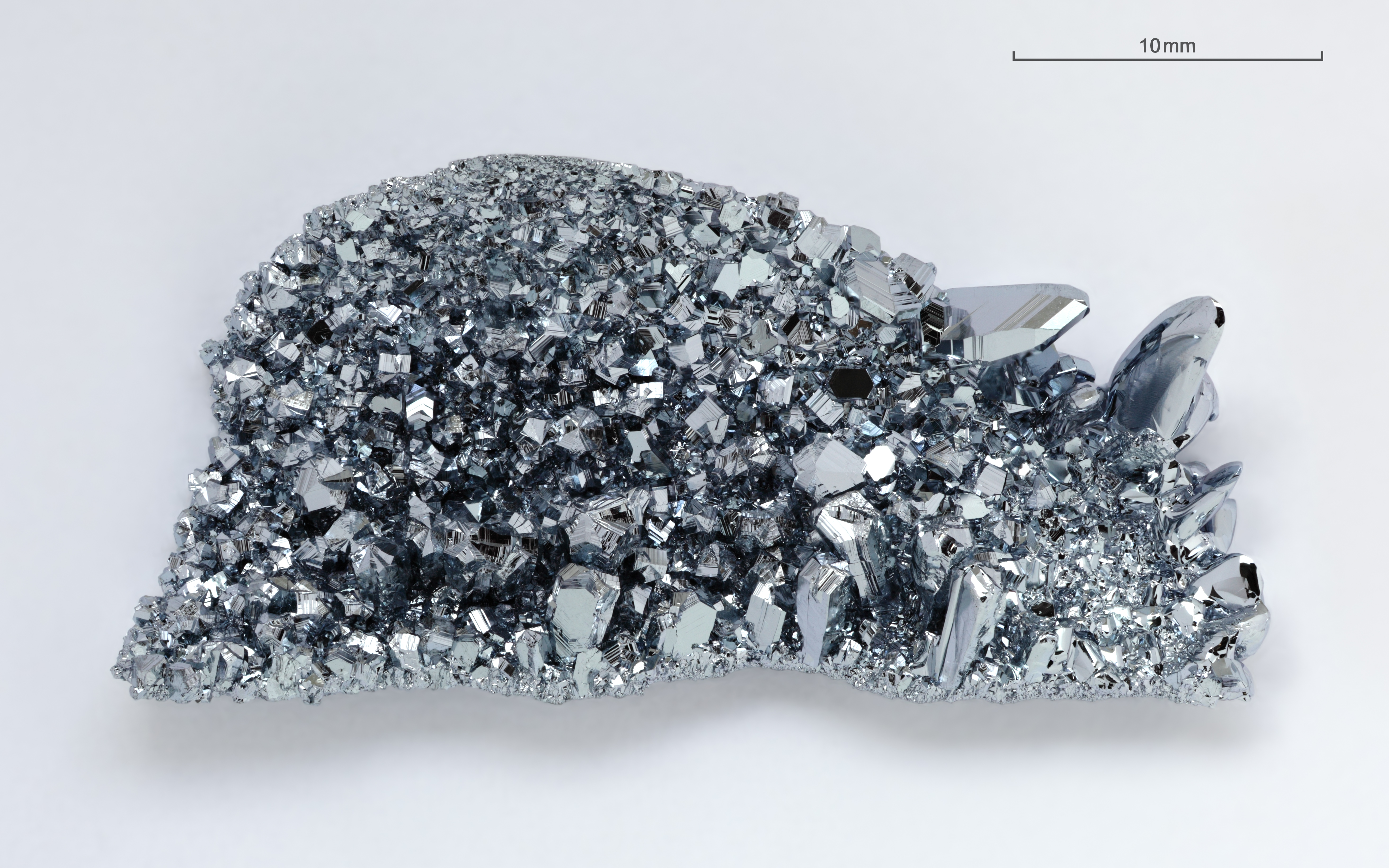
人工結晶